# 錦島部屋
錦島部屋（にしきじまべや）は、かつて存在した相撲部屋。

## 沿革
錦戸部屋所属の幕内大蛇潟大五郎が二枚鑑札で7代錦島を襲名して部屋を興した。弟子で、明治末から大正にかけて活躍した幕内大蛇潟粂藏が大正5年（1916年）1月師匠の死去に伴い8代錦島を襲名して部屋を継ぎ、以降は秋田県出身の関取が数多く誕生した。
大関能代潟錦作、幕内優勝をした大蛇山酉之助たちを育てた。昭和8年（1933年）5月に8代錦島が亡くなると、すでに引退していた大蛇山が後を継いだ。能代潟は一時期独立して立田山部屋を興したが、弟子の小結枩浦潟達也が戦災死したこともあって部屋を閉じ、錦島部屋に戻った。
戦後は大蛇潟金作、緋縅力弥などの幕内力士が活躍し、中堅どころの部屋であったが、昭和31年（1956年）5月に9代錦島（元幕内・大蛇山）が亡くなり、元三役格行司の木村今朝三が後を継いでからは徐々に衰退し、昭和39年（1964年）に、翌年の部屋別総当たり制の実施を前に、時津風部屋に合流し、錦島部屋の看板は閉じられた。立川部屋を興した緋縅も早く亡くなり、錦島部屋の系統を継ぐ者も今はいない。